# Cape Caution
Cape Caution ist eine Landzunge an der Pazifikküste der kanadischen Provinz von British Columbia. Die Luftlinie zwischen Cape Caution einerseits und Cape Sutil auf Vancouver Island andererseits definiert die Grenze zwischen dem Queen Charlotte Sound und der Königin-Charlotte-Straße. Landseitig schließen sich die Küstenberge der Northern Pacific Ranges an. Das Kap liegt im Central Coast Regional District und markiert die Grenze zum Regional District of Mount Waddington im Süden.
Seinen Namen erhielt Cape Caution (dt. „Kap Vorsicht“) 1793 von George Vancouver, aufgrund der gefährlichen Navigation in der Nähe. Im Jahr 1792 wäre Vancouvers Schiff, die HMS Discovery, in der Nähe des Kaps fast auf einen unterseeischen Felsen gelaufen.
Cape Caution gehört zum traditionellen Siedlungsgebiet der Kwakwaka'wakw. Durch das Kap verlief die ungefähre Grenze zwischen den Gwasilla im Norden und den Nakwoktak im Süden. Beide Gruppen sind heute als Gwaʼsala-ʼNakwaxdaʼxw Nations vereint.
Das Kap liegt im Ugwiwa'/Cape Caution Conservancy Naturschutzgebiet, ein Schutzgebiet das, ebenso wie die Provincial Parks in British Columbia, durch BC Parks verwaltet wird. Direkt nördlich von Cape Caution liegt das Ugʷiwa'/Cape Caution – Blunden Bay Conservancy, ein kleines Gebiet mit geringerem Schutzstatus, das das größere Naturschutzgebiet in einen nördlichen und einen südlichen Teil trennt. Das Gebiet ist durch weitgehend unberührte Küsten-Moorwälder geprägt.